# Quần đảo Gulag
Quần đảo GULAG  (tiếng Nga: Архипелаг ГУЛАГ, Arkhipelag GULAG; tạm dịch tiếng việt :Quần đảo ngục tù), là tác phẩm văn học của nhà văn người Nga Aleksandr Solzhenitsyn, người từng đoạt giải Nobel Văn học năm 1970. Cái tên Gulag bắt nguồn từ một từ viết tắt của tiếng Nga Glavnoye Upravleniye Lagerei tạm dịch nghĩa là quản lý trưởng của một mạng lưới trại giam của nhà nước ở Liên Xô.
Cuốn sách gồm 3 tập, được viết từ năm 1958 tới 1968, được xuất bản ở phương Tây năm 1973. Cuốn sách là một tập hợp các lời kể về hệ thống trại giam Gulag của Liên Xô. Đây là lần đầu tiên có một tác phẩm văn học mô tả về hệ thống cải tạo lao động bắt buộc này của Liên Xô. Sau năm 1989, cuốn sách được xuất bản rộng rãi ở Nga, từng được đưa vào giảng ở các trường phổ thông Nga.

## Quá trình xuất bản
Solzhenitsyn bắt đầu viết cuốn sách này từ tháng tư 1958, kéo dài hơn 10 năm, nhưng ông không muốn xuất bản nó và đã phải giấu bản thảo. Bản thảo viết bằng tay được giấu cho tới khi Liên Xô bị giải thể, bởi Heli Susi tại Estonia, con gái cúa Arnold Susi, một luật sư và cũng từng là bộ trưởng giáo dục nước Estonia, người mà ông đã làm bạn khi cùng bị tù tại nhà giam KGB Lubyanka. Trong thời gian đó ông đang viết một truyện lịch sử Bánh xe đỏ, quyển sách mà ông cho quyển là quan trọng nhất của mình. Việc xuất bản cuốn Quần đảo GULAG có thể làm cho ông bị bỏ tù, và như vậy làm dở dang cuốn sách đang viết mà ông nghĩ là có thể sẽ được hoàn tất vào năm 1975.
Từ tháng 9 năm 1965 ông đã bị KGB theo dõi thường trực, sau khi bản thảo cuốn truyện Vòng đầu tiên của Địa ngục và kịch bản Cộng hòa Lao động bị rơi vào tay họ. Năm 1970, Solzhenitsyn được trao giải Nobel Văn học. Tuy nhiên ngày phát giải ông không đi tới Stockholm, vì ông sợ những người cầm quyền sẽ không cho phép ông trở lại Liên Xô nữa.
Tháng 8 năm 1973, KGB khám phá ra một bản thảo trong 3 cuốn Quần đảo GULAG được giữ tại Liên Xô sau khi thẩm vấn lizaveta Voronyanskaya (người đánh máy cho Solzhenitsyn) đã tiết lộ nơi để bản thảo. Vài ngày sau khi được KGB thả ra, bà đã treo cổ tự tử vào ngày 3 tháng 8 năm 1973. Vì thế đối với Solzhenitsyn không còn lý do phải giữ bí mật nữa. Nhà xuất bản Nga ở hải ngoại YMCA-Press, đã có được một bản thảo của ông, được chỉ đạo là phải in ngay cuốn sách này. Vào ngày 28 tháng 1973 cuốn sách bằng tiếng Nga ra mắt tại Paris và một thời gian ngắn sau đó các bản dịch tại nhiều nước Tây phương khác.
Cuốn sách nguyên thủy có 2 phần, phần 1 (Kỹ nghệ nhà tù) và phần 2 (Phong trào vĩnh cửu). Sau này có một ấn bản gồm 3 quyễn, được chia làm 7 phần. Quyễn 2 và 3 được phát hành vào năm 1975 cũng như 1978. Năm 1985 xuất hiện một ấn bản chỉ gồm một quyển với nội dung rút ngắn, được nhiều người cho là dễ đọc hơn.
Aleksandr Solzhenitsyn viết lời tựa như sau: "Thiên tiểu thuyết này viết xong đã lâu mà tôi vẫn ngần ngại chưa muốn xuất bản. Thà phụ lòng người chết còn hơn gây hại cho những người còn sống. Nhưng bản thảo bất ngờ lọt vào tay mật vụ thì tôi đành phải cho ra ngay, càng sớm càng tốt. Xin lưu ý là trong Quần đảo ngục tù không có người bịa chuyện. Nhân danh, địa danh đều ghi rõ tên thực. Nếu có ghi tên tắt chỉ là bắt buộc cũng như nếu có thiếu sót chỉ vì người viết không nhớ nổi, nhớ hết. Vì tất cả trong Quần đảo ngục tù đều có thực, nghĩa là thấy sao viết vậy."

## Nhận định
Nhà văn Vũ Thư Hiên, người có quan điểm chống chủ nghĩa cộng sản và từng bị giam giữ trong Vụ án Xét lại Chống Đảng có nhận xét sau: " Với Quần đảo Gulag viết rất vất vả và công phu trong 10 năm, Solzhenitsyn cho người đọc một bức tranh hết sức sống động về xã hội xô-viết. Không một tác phẩm nào có thể sánh bằng, kể cả trong thời kỳ hậu cộng sản."
Theo nhà nghiên cứu Alexander Werth, vì quan điểm chống Nhà nước Liên Xô nên Solzhenitsyn đã cường điệu hóa những gì diễn ra trong trại Gulag, ông nêu ra các luận điểm sau: "Vào cuối những năm 1930, thực sự số người chết trong các trại Gulag vì nhiều lý do khác nhau là rất ít, không quá 10.000 người/năm, tức là tỷ lệ chết mỗi năm của tù nhân chỉ khoảng 0,7 - 1%. Tỷ lệ chết như vậy là không cao, cho thấy đời sống trong các trại Gulag không khắc nghiệt như Solzhenitsyn mô tả. Theo những câu chuyện chống Liên Xô, đặc biệt là trong chiến tranh lạnh, các trại lao động Xô viết được phương Tây mô tả hầu hầu như giống như các trại tập trung của Hitler: "tù nhân chết như ruồi". Trong thực tế, ấn tượng này được tạo ra chính từ cuốn sách "Quần đảo Gulag" của Solzhenitsyn. Thực ra, các trại Gulag giống như một trại lao động tập thể, và hoàn toàn không có chuyện tù nhân bị ép lao động đến chết, điều đó được xác nhận bởi một số lượng rất lớn người Nga từng sống trong Gulag"
Natalya Reshetovskaya người vợ đầu của Aleksandr Solzhenitsyn, cho biết trong cuốn hồi ký của mình rằng "Quần đảo Gulag" đã được chồng bà sáng tác dựa trên "các câu chuyện được nghe kể bên đống lửa và các nguồn hỗn tạp". Theo bà kể lại, Solzhenitsyn không hề coi cuốn sách là một tác phẩm nghiêm túc về lịch sử, nó hoàn toàn trái ngược với sự thật khách quan. Truyền thông Phương Tây đã đánh giá cuốn sách này quá cao và thẩm định nó một cách sai lầm.
Nhà nghiên cứu của Học viện Lịch sử Quân sự Nga, ông Alexander Pyltsyn cho rằng các chi tiết là sai lệch và cố ý bịa đặt trong cuốn sách và nêu ra các luận điểm như sau:
- Solzhenitsyn có một vết sẹo dài bên phải trán. Nhiều người nghĩ đây là một dấu vết về việc tra tấn trong nhà tù. Solzhenitsyn không xác nhận điều này, nhưng không cũng không phủ nhận. Trên thực tế, vết sẹo này là do ông đánh nhau với bạn học khi còn là học sinh lớp 5 hoặc lớp 6 tại trường Malevich ở Rostov-on-Don, và bị ngã vào góc bàn.
- Solzhenitsyn viết: "sau vụ ám sát của Kaplan đối với Vladimir Ilyich Lenin, NKVD đã bắt giữ ngay lập tức tất cả các Nhà cách mạng xã hội và bắt giữ một số lượng lớn tư sản và sĩ quan". Trong một chú thích, Solzhenitsyn chỉ ra nguồn của ông ta: "Bản tin của NKVD, 1918, N21/22, trang 1". Tuy nhiên, vào năm 1918, NKVD chưa hề tồn tại, nó chỉ được thành lập vào ngày 10 tháng 7 năm 1934. Như vậy, "Bản tin của NKVD năm 1918" rõ ràng là bịa đặt.
- Đoạn khác, Solzhenitsyn viết: "Người ta nói rằng vào tháng 12 năm 1928, các tù nhân ở Krasnaya Gorka (Karelia) bị trừng phạt (do không hoàn thành nhiệm vụ) đã bị bỏ lại ở rừng trong đêm và 150 người bị đóng băng cho đến chết". Điều này là vô lý, vì không thể có chuyện lính canh để mặc tù nhân như vậy (họ sẽ bỏ trốn), và càng không thể có chuyện 150 người đàn ông lại chịu chết rét khi xung quanh họ là cả một cánh rừng để lấy củi nhóm lửa.
- Solzhenitsyn nói rằng tù nhân bị bỏ đói cho chết. Nhưng thực tế, ngay từ năm 1939, theo phụ lục của Lệnh số 0093-1939 của NKVD, các tiêu chuẩn dinh dưỡng của tù nhân trong các trại lao động đã được phê chuẩn. Các tiêu chuẩn cho người không lao động như sau (Tính bằng gram): Bánh mì lúa mạch đen - 600, các loại khác nhau - 100, thịt - 30, cá - 125, dầu thực vật 10, khoai tây, rau - 500. Những người lao động thì được 900 gram bánh mỳ mỗi này. Ngay cả những nhà phê bình khó tính cũng không thể gọi khẩu phần bánh mì từ 600 đến 900 gram mỗi ngày là không đủ.
- Trong một cuộc phỏng vấn năm 1976, khi đã định cư ở Hoa Kỳ, Solzhenitsyn tuyên bố 66 triệu người đã bị tiêu diệt trong các trại lao động, 13 triệu nông dân Ukraine chết vì đói, 2 triệu người là nạn nhân trong các trại sau chiến tranh. Thêm vào đó là 26 triệu người thực sự bị giết trong chiến tranh, như vậy đã có 107 triệu người Liên Xô chết từ năm 1927 tới năm 1953. Con số này rõ ràng là phi lý khi so sánh dữ liệu về dân số ở Liên Xô. Vào năm 1927, dân số Liên Xô là gần 140 triệu, Đến tháng 1 năm 1951, dân số đã là 182.321.000 người, tức là đã tăng thêm 43 triệu. Nếu 107 triệu người Liên Xô đã bị giết chết theo lời Solzhenitsyn, thì phụ nữ Liên Xô phải sinh được trên 150 triệu trẻ em trong 24 năm, điều này là phi lý về mặt khoa học.
- Solzhenitsyn tuyên bố 15 triệu người đã bị cưỡng bức định cư. Nhưng theo số liệu lưu trữ, con số này chỉ là 1.804.392 người, không đầy 1% dân số Liên Xô.
- Solzhenitsyn tuyên bố hàng triệu binh sỹ Liên Xô bị Đức bắt giữ đã lại tiếp tục bị giam trong các trại ở Liên Xô. Sự thật, trong số 4.499.488 công dân Liên Xô hồi hương từ Đức trong giai đoạn 1945-1946, chỉ có 272.687 người bị bắt, hầu hết số đó là những kẻ đã phản bội đất nước để cộng tác với Đức Quốc xã.
- Solzhenitsyn tuyên bố hệ thống y tế trong các trại Gulag là rất yếu kém. Nhưng thực tế, năm 1952, chính phòng y tế trong trại giam đã phát hiện Solzhenitsyn bị ung thư tinh hoàn, và ông đã được chữa khỏi bởi các liệu pháp xạ trị, một công nghệ y học tiên tiến thời bấy giờ.